# Macromitrium regnellii
Macromitrium regnellii är en bladmossart som beskrevs av Hampe in C. Müller 1849. Macromitrium regnellii ingår i släktet Macromitrium och familjen Orthotrichaceae. Inga underarter finns listade i Catalogue of Life.